# 小行星5203
小行星5203（英語：5203 Pavarotti）是一颗围绕太阳公转的小行星。1984年9月27日，茲丹卡·瓦弗洛娃在克列特发现了此天体。
这颗小行星的绝对星等为11.96307432121812等。